# Antonios Kriezis

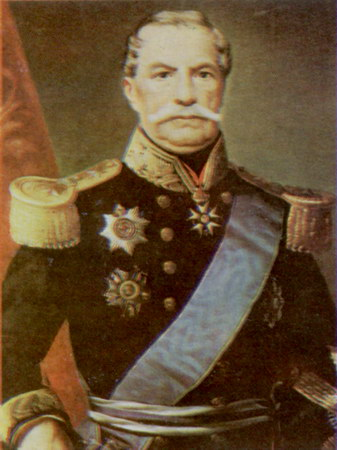
Porträt von Antonios Kriezis

Antonios Kriezis (griechisch Αντώνιος Κριεζής, albanisch Antonio Kryeziu („Schwarzkopf“); * 1796 in Damala; † 1865 in Athen) war ein griechischer Politiker und ehemaliger Ministerpräsident.
Kriezis entstammte einer angesehenen arvanitischen Familie von der Insel Hydra. Während des Griechischen Unabhängigkeitskrieges von 1821 diente er in der Marine und nahm an den Seeschlachten von Samos und Spetses teil. 1825 legte er zusammen mit Konstantinos Kanaris Feuer auf einem ägyptischen Schiff im Hafen von Alexandria. 1828 wurde er von Gouverneur Ioannis Kapodistrias zum Kommodore eines Marinegeschwaders ernannt. In diesem Amt eroberte er Vonitsa in der heutigen Präfektur Ätolien-Akarnanien von den osmanischen Besatzern.
1836 wurde er von König Otto I. zum Marineminister ernannt. Von August 1841 bis zu den Aufständen vom 3. September 1843 war er unter diesem de facto auch Präsident des Ministerialrates, auch wenn der König dieses Amt offiziell selbst bekleidete.
Vom 24. Dezember 1849 bis zum 28. Mai 1854 war er schließlich Ministerpräsident einer bis zu diesem Zeitpunkt außergewöhnlich langjährigen und stabilen Regierung.